# 自由与正义党 (塞尔维亚)
自由与正义党（羅馬化：Stranka slobode i pravde，缩写为SSP）是塞尔维亚的一个中间偏左社会民主主义政党。该党成立于2019年4月19日，前身是塞尔维亚左翼和绿色生态党。该党的主席是德拉甘·吉拉斯，第一副主席是Borko Stefanović，副主席是Marinika Tepić和Dejan Bulatović。该党是塞尔维亚联合反对派的成员和欧洲社会党的观察员党。